# Partidismo negativo
El partidismo negativo es la tendencia de algunos votantes para formar sus opiniones políticas principalmente en oposición a partidos políticos que desagradan. Mientras que el partidismo tradicional implica apoyar las posiciones de política de su propio partido político, el partidismo negativo signitica oponerse a aquellas posiciones de un partido que le desagrada al votante. El partidismo negativo ha sido señalado como una de las causas principales de la severa polarización en la política norteamericana. El partidismo negativo también ha sido estudiado en el contexto canadiense así como en el australiano y neozelandés. Estudios internacionales indican que el partidismo negativo socava la satisfacción pública con democracia, lo cual amenaza la estabilidad democrática. Tradicionalmente, los miembros de los partidos políticos suelen apoyar la democracia de su país, lo que en consecuencia promueve la estabilidad democrática.
Alan Abramowitz, profesor de ciencia política en la Universidad de Emory, ha comparado al partidismo negativo con una rivalidad deportiva en la que los miembros de un equipo deportivo pueden tener desacuerdos internos acerca de su equipo pero están mayormente motivados por su aversión hacia el equipo contrario. De acuerdo a las investigaciones de Abramowitz, a partir de la década de los ochenta el partidismo negativo ha ido en aumento, incluso por encima de los sentimientos positivos hacia los propios partidos políticos de pertenencia, ello junto con el aumento del voto no diferenciado en donde no se ejerce el voto dividido, sino que se vota por el mismo partido político en todas las boletas y para todas las elecciones. De acuerdo al Centro de Investigación Pew el fenómeno del partidismo negativo se exacerbó durante las elecciones presidenciales de Estados Unidos de 2016, en las que ambos candidatos, Donald Trump y Hillary Clinton, recibieron evaluaciones emocionales negativas nunca antes vistas.